# Garoua (Goudoumaria)
Garoua (auch: Garwa) ist ein Dorf in der Landgemeinde Goudoumaria in Niger.

## Geographie
Das von einem traditionellen Ortsvorsteher (chef traditionnel) geleitete Dorf liegt rund 28 Kilometer nordwestlich des Hauptorts Goudoumaria der gleichnamigen Landgemeinde und des gleichnamigen Departements Goudoumaria, das zur Region Diffa gehört. Zu den Siedlungen in der näheren Umgebung von Garoua zählen Djougoumaram im Nordwesten sowie Kadella Boua Canada und Sissi im Südwesten. Das Dorf befindet sich in der Zone der fruchtbaren Mulden von Maïné-Soroa.

## Geschichte
In den 1920er Jahren galt die durch Garoua führende und 1375 Kilometer lange Piste von Niamey nach N’Guigmi als einer der Hauptverkehrswege in der damaligen französischen Kolonie Niger. Sie war in der Trockenzeit bis Guidimouni und wieder ab Maïné-Soroa von Automobilen befahrbar.

## Bevölkerung
Bei der Volkszählung 2012 hatte Garoua 102 Einwohner, die in 26 Haushalten lebten. Bei der Volkszählung 2001 betrug die Einwohnerzahl 84 in 16 Haushalten und bei der Volkszählung 1988 belief sich die Einwohnerzahl auf 184 in 38 Haushalten.

## Wirtschaft und Infrastruktur
Im Dorf wird ein Wochenmarkt abgehalten. Es gibt eine Schule. Das nigrische Unterrichtsministerium richtete 1996 gemeinsam mit dem Welternährungsprogramm der Vereinten Nationen zahlreiche Schulkantinen in von Ernährungsunsicherheit betroffenen Zonen ein, darunter eine für Kinder transhumanter Hirten in Garoua.